# Lajos Korányi
Lajos Korányi (Szeged, 17 maggio 1907 – Budapest, 19 gennaio 1981) è stato un calciatore ungherese, di ruolo difensore.
Aveva due fratelli minori, Mátyás e Dezső, che furono a loro volta calciatori ad alti livelli.

## Statistiche

### Cronologia presenze e reti in nazionale
| Cronologia completa delle presenze e delle reti in nazionale ― Ungheria | Cronologia completa delle presenze e delle reti in nazionale ― Ungheria | Cronologia completa delle presenze e delle reti in nazionale ― Ungheria | Cronologia completa delle presenze e delle reti in nazionale ― Ungheria | Cronologia completa delle presenze e delle reti in nazionale ― Ungheria | Cronologia completa delle presenze e delle reti in nazionale ― Ungheria | Cronologia completa delle presenze e delle reti in nazionale ― Ungheria | Cronologia completa delle presenze e delle reti in nazionale ― Ungheria |
| Data                                                                    | Città                                                                   | In casa                                                                 | Risultato                                                               | Ospiti                                                                  | Competizione                                                            | Reti                                                                    | Note                                                                    |
| ----------------------------------------------------------------------- | ----------------------------------------------------------------------- | ----------------------------------------------------------------------- | ----------------------------------------------------------------------- | ----------------------------------------------------------------------- | ----------------------------------------------------------------------- | ----------------------------------------------------------------------- | ----------------------------------------------------------------------- |
| 14/04/1929                                                              | Berna                                                                   | Svizzera                                                                | 4 – 5                                                                   | Ungheria                                                                | Coppa Internazionale 1927-1930                                          | -                                                                       |                                                                         |
| 05/05/1929                                                              | Vienna                                                                  | Austria                                                                 | 2 – 2                                                                   | Ungheria                                                                | Amichevole                                                              | -                                                                       |                                                                         |
| 08/09/1929                                                              | Praga                                                                   | Cecoslovacchia                                                          | 1 – 1                                                                   | Ungheria                                                                | Coppa Internazionale 1927-1930                                          | -                                                                       |                                                                         |
| 13/04/1930                                                              | Basilea                                                                 | Svizzera                                                                | 2 – 2                                                                   | Ungheria                                                                | Amichevole                                                              | -                                                                       | 75’                                                                     |
| 01/05/1930                                                              | Praga                                                                   | Cecoslovacchia                                                          | 1 – 1                                                                   | Ungheria                                                                | Amichevole                                                              | -                                                                       |                                                                         |
| 11/05/1930                                                              | Budapest                                                                | Ungheria                                                                | 0 – 5                                                                   | Italia                                                                  | Coppa Internazionale 1927-1930                                          | -                                                                       |                                                                         |
| 28/09/1930                                                              | Dresda                                                                  | Germania                                                                | 5 – 3                                                                   | Ungheria                                                                | Amichevole                                                              | -                                                                       |                                                                         |
| 26/10/1930                                                              | Budapest                                                                | Ungheria                                                                | 1 – 1                                                                   | Cecoslovacchia                                                          | Amichevole                                                              | -                                                                       |                                                                         |
| 22/03/1931                                                              | Praga                                                                   | Cecoslovacchia                                                          | 3 – 3                                                                   | Ungheria                                                                | Coppa Internazionale 1931-1932                                          | -                                                                       |                                                                         |
| 03/05/1931                                                              | Vienna                                                                  | Austria                                                                 | 0 – 0                                                                   | Ungheria                                                                | Coppa Internazionale 1931-1932                                          | -                                                                       |                                                                         |
| 21/05/1931                                                              | Belgrado                                                                | Jugoslavia                                                              | 3 – 2                                                                   | Ungheria                                                                | Amichevole                                                              | -                                                                       |                                                                         |
| 08/11/1931                                                              | Budapest                                                                | Ungheria                                                                | 3 – 1                                                                   | Svezia                                                                  | Amichevole                                                              | -                                                                       |                                                                         |
| 18/09/1932                                                              | Budapest                                                                | Ungheria                                                                | 2 – 1                                                                   | Cecoslovacchia                                                          | Coppa Internazionale 1931-1932                                          | -                                                                       |                                                                         |
| 02/10/1932                                                              | Budapest                                                                | Ungheria                                                                | 2 – 3                                                                   | Austria                                                                 | Amichevole                                                              | -                                                                       |                                                                         |
| 30/10/1932                                                              | Budapest                                                                | Ungheria                                                                | 2 – 1                                                                   | Germania                                                                | Amichevole                                                              | -                                                                       |                                                                         |
| 27/11/1932                                                              | Milano                                                                  | Italia                                                                  | 4 – 2                                                                   | Ungheria                                                                | Amichevole                                                              | -                                                                       |                                                                         |
| 05/03/1933                                                              | Amsterdam                                                               | Paesi Bassi                                                             | 1 – 2                                                                   | Ungheria                                                                | Amichevole                                                              | -                                                                       |                                                                         |
| 19/03/1933                                                              | Budapest                                                                | Ungheria                                                                | 2 – 0                                                                   | Cecoslovacchia                                                          | Amichevole                                                              | -                                                                       |                                                                         |
| 30/04/1933                                                              | Budapest                                                                | Ungheria                                                                | 1 – 1                                                                   | Austria                                                                 | Amichevole                                                              | -                                                                       | Cap.                                                                    |
| 02/07/1933                                                              | Solna                                                                   | Svezia                                                                  | 5 – 2                                                                   | Ungheria                                                                | Amichevole                                                              | -                                                                       | Cap.                                                                    |
| 17/09/1933                                                              | Budapest                                                                | Ungheria                                                                | 3 – 0                                                                   | Svizzera                                                                | Coppa Internazionale 1933-1935                                          | -                                                                       | Cap.                                                                    |
| 01/10/1933                                                              | Vienna                                                                  | Austria                                                                 | 2 – 2                                                                   | Ungheria                                                                | Amichevole                                                              | -                                                                       | Cap.                                                                    |
| 22/10/1933                                                              | Budapest                                                                | Ungheria                                                                | 0 – 1                                                                   | Italia                                                                  | Coppa Internazionale 1933-1935                                          | -                                                                       | Cap.                                                                    |
| 25/04/1937                                                              | Torino                                                                  | Italia                                                                  | 2 – 0                                                                   | Ungheria                                                                | Coppa Internazionale 1936-1938                                          | -                                                                       |                                                                         |
| 09/05/1937                                                              | Budapest                                                                | Ungheria                                                                | 1 – 1                                                                   | Jugoslavia                                                              | Amichevole                                                              | -                                                                       |                                                                         |
| 23/05/1937                                                              | Budapest                                                                | Ungheria                                                                | 2 – 2                                                                   | Austria                                                                 | Amichevole                                                              | -                                                                       |                                                                         |
| 19/09/1937                                                              | Budapest                                                                | Ungheria                                                                | 8 – 3                                                                   | Cecoslovacchia                                                          | Coppa Internazionale 1936-1938                                          | -                                                                       |                                                                         |
| 14/11/1937                                                              | Budapest                                                                | Ungheria                                                                | 2 – 0                                                                   | Svizzera                                                                | Coppa Internazionale 1936-1938                                          | -                                                                       |                                                                         |
| 20/03/1938                                                              | Norimberga                                                              | Germania                                                                | 1 – 1                                                                   | Ungheria                                                                | Amichevole                                                              | -                                                                       |                                                                         |
| 25/03/1938                                                              | Budapest                                                                | Ungheria                                                                | 11 – 1                                                                  | Grecia                                                                  | Qual. Mondiali 1938                                                     | -                                                                       | Cap.                                                                    |
| 05/06/1938                                                              | Reims                                                                   | Ungheria                                                                | 6 – 0                                                                   | Indie orientali olandesi                                                | Mondiali 1938 - Ottavi                                                  | -                                                                       |                                                                         |
| 12/06/1938                                                              | Lilla                                                                   | Svizzera                                                                | 0 – 2                                                                   | Ungheria                                                                | Mondiali 1938 - Quarti                                                  | -                                                                       |                                                                         |
| 16/06/1938                                                              | Parigi                                                                  | Ungheria                                                                | 5 – 1                                                                   | Svezia                                                                  | Mondiali 1938 - Semif.                                                  | -                                                                       |                                                                         |
| 07/12/1938                                                              | Glasgow                                                                 | Scozia                                                                  | 3 – 1                                                                   | Ungheria                                                                | Amichevole                                                              | -                                                                       |                                                                         |
| 26/02/1939                                                              | Rotterdam                                                               | Paesi Bassi                                                             | 3 – 2                                                                   | Ungheria                                                                | Amichevole                                                              | -                                                                       |                                                                         |
| 16/03/1939                                                              | Parigi                                                                  | Francia                                                                 | 2 – 2                                                                   | Ungheria                                                                | Amichevole                                                              | -                                                                       |                                                                         |
| 19/03/1939                                                              | Cork                                                                    | Irlanda                                                                 | 2 – 2                                                                   | Ungheria                                                                | Amichevole                                                              | -                                                                       | Cap.                                                                    |
| 08/06/1939                                                              | Budapest                                                                | Ungheria                                                                | 1 – 3                                                                   | Italia                                                                  | Amichevole                                                              | -                                                                       |                                                                         |
| 22/10/1939                                                              | Bucarest                                                                | Romania                                                                 | 1 – 1                                                                   | Ungheria                                                                | Amichevole                                                              | -                                                                       |                                                                         |
| 06/04/1941                                                              | Colonia                                                                 | Germania                                                                | 7 – 0                                                                   | Ungheria                                                                | Amichevole                                                              | -                                                                       |                                                                         |
| Totale                                                                  |                                                                         | Presenze                                                                | 40                                                                      |                                                                         | Reti                                                                    | 0                                                                       |                                                                         |